# Johannes Bobrowski
Johannes Bobrowski född 9 april 1917 i Tilsit, död 2 september 1965 i Berlin, var en tysk författare.
Bobrowski deltog i andra världskriget på Östfronten och var krigsfånge i Ryssland 1945-1949. Han ingick i den tyska litterära sammanslutningen Gruppe 47.